# アメリカン・サイコ
『アメリカン・サイコ』（American Psycho）は、1991年に出版されたブレット・イーストン・エリスの長編小説。
1980年代後半のマンハッタン・ウォール街を舞台に、投資銀行でVice President(課長相当)を務める一方で快楽殺人を繰り返す社会病質的主人公を描くサイコ・ホラー。
2000年にメアリー・ハロン監督、クリスチャン・ベール主演により映画化された。

## あらすじ
ニューヨークのウォール街の投資会社P&PにVice President(課長相当)として勤務するパトリック・ベイトマンは人生を謳歌している。ロングアイランドに居を構える裕福な一家に生まれ、アメリカ屈指の名門のボーディングスクール、フィリップス・エクセター・アカデミーを卒業しハーバード大学に入学。その2年後にハワイハーバード・ビジネス・スクールで大学院課程を修了。現在はトム・クルーズも住んでいる都心の一等地アッパーウェストサイドのアパートメントを借り、ベイトマンはいわゆるヤッピーの典型だ。昼間はジムで汗を流し、ニューヨークでも指折りの高級レストランで同僚達とテーブルを囲む。実際、その会社を所有しているのは他でもないベイトマンの実父であり、ベイトマン自身が仕事内容について作中で語る事は皆無である。むしろ、ウォール街で働くエリートビジネスマンというのは建前で、ベイトマンの本当の生活は夜に始まる。同僚たちは皆、彼と同じく高学歴かつ高収入のエリートばかり。しかし、それと同時に彼らは哀しいほど浅はかで、同僚間の信頼や友情は殆どうわべだけのものである。共通のヘアスタイルやスーツのブランド、趣味を愛好する彼らのライフスタイルは、時としてお互い誰が誰だか分からなくなってしまうほど似通っている。確立された個々のアイデンティティーなどそこには無く、そのコミュニティーに溶け込み順応すること（Fitting In）とその過程においての自己の同一性混乱（Identity Confusion）が本作のテーマの一つにもなっている。表面上は仲の良く、気さくな同僚達。しかし腹の内ではお互いが何を考えているか知っている者などいない。会社では皆、行きつけのレストランや名刺のデザインなどを比べ合い一喜一憂するばかり。そんな中、ある日ベイトマンの前にルックス・学歴・身だしなみなど非の打ち所のない同僚、ポール・オーウェン（映画ではポール・アレン）が現れる。

## 日本語訳
- 『アメリカン・サイコ』小川高義 訳、角川書店、1992年
- 『アメリカン・サイコ』小川高義 訳、角川文庫、1995年

## 評価
村上春樹は、「作品としての評価は完全にわかれているけれど、社会的状況資料としてこれくらい自己犠牲的にシニカルで本質的な小説はちょっとない。少なくとも『虚栄のかがり火』はシニカルではあっても自己犠牲的な小説ではないからね」と述べている。

## 映画
2000年に映画化され、2000年1月に行われたサンダンス映画祭で初公開された。

### 製作
原作の映画化にあたっては、実に多くの俳優やスタッフが検討された。いくつもの候補が挙がったのち、クリスチャン・ベール主演でメアリー・ハロンによる監督の企画が進められていたが、スタジオ側がレオナルド・ディカプリオの主演を発表し、これに不満を示したハロンが監督を降板。そこで監督にはオリヴァー・ストーンが検討されたが、ストーン、ディカプリオともに頓挫した。最終的にハロンとベールが復帰している。
インタビューでハロンが語ったことによると、原作では残虐な表現をこと細かく描写していたのに対し、映画版ではあくまで主人公の心理描写と80年代後半のバブルの不条理性に対する皮肉に徹しているため、残虐描写は控えたという。エンディングでは、デヴィッド・ボウイの「Something in the air」が流れる。この曲は、世の中や自分自身、そしてパートナーへの愛情が冷めたある男についての曲である。
なお、本作の続編として『アメリカン・サイコ2』が製作されているが、原作とは全く無関係で、本作との関連性もほとんどない。

### キャスト
| 役名                                               | 俳優                     | 日本語吹替           | 日本語吹替   |
| 役名                                               | 俳優                     | ソフト版             | VOD版        |
| -------------------------------------------------- | ------------------------ | -------------------- | ------------ |
| パトリック・ベイトマン                             | クリスチャン・ベール     | 草尾毅               | 神保良介     |
| ドナルド・キンボール（探偵）                       | ウィレム・デフォー       | 野沢那智             | 中野健治     |
| ジーン（パトリックの秘書）                         | クロエ・セヴィニー       | 西田絵里             | 広江美奈     |
| イヴリン・ウィリアムズ（パトリックの婚約者）       | リース・ウィザースプーン | 笹井千恵子           | 秋月三佳     |
| コートニー・ローリンソン（パトリックの愛人）       | サマンサ・マシス         | 高田由美             | 工藤史子     |
| エリザベス（パトリックの愛人）                     | グィネヴィア・ターナー   | 皆川純子             | 加古みなみ   |
| ポール・アレン（パトリックのライバル）             | ジャレッド・レト         | 高木渉               | 中村だいぞう |
| クレイグ・マクダーモット（パトリックの同僚）       | ジョシュ・ルーカス       | 大西健晴             | 芦原健介     |
| ルイス・カルザース（パトリックの同僚）             | マット・ロス             | 鈴木琢磨             | 中山裕康     |
| デイヴィッド・ヴァン・パッテン（パトリックの同僚） | ビル・セイジ             | 菅原淳一             | 早川えすえふ |
| ティモシー・ブライス（パトリックの同僚）           | ジャスティン・セロー     | 久賀健治             | 猪俣三四郎   |
| ハロルド・カーンズ（弁護士）                       | スティーブン・ボガート   | 坂口哲夫             | 早川えすえふ |
| クリスティ（娼婦）                                 | カーラ・シーモア         | 富永施津子           | 林奏絵       |
| サブリナ（娼婦）                                   | クリスタ・サットン       | 和田みちる           | 岩田麻衣子   |
| デイジー（パトリックの同僚の恋人）                 | モニカ・マイヤー         | 大坂史子             | 橋本美佳     |
| ヴァンデン                                         | キャサリン・ブラック     | 亀井芳子             | 加古みなみ   |
| ヴィクトリア（クリーニング店の女）                 | マリエ・ダム             |                      | 月野木歩美   |
| ミセス・ウルフ（不動産業者）                       | パトリシア・ゲイジ       |                      | 本田毬樹     |
| アル（ホームレスの男）                             | レグ・E・キャシー        | 塚田正昭             |              |
|                                                    |                          |                      |              |
| 演出                                               |                          | 山田智明             |              |
| 翻訳                                               |                          | 中村久世             |              |
| 調整                                               |                          | 白石洋               |              |
| 制作                                               |                          | ムービーテレビジョン |              |

- ソフト版：VHS、東芝デジタルフロンティア盤DVD、KADOKAWA盤DVD・Blu-ray Discに収録。
- VOD版：キングレコード盤DVD・Blu-ray Discに収録。

### スタッフ
- 監督: メアリー・ハロン
- 脚本: メアリー・ハロン、グィネヴィア・ターナー
- 原作: ブレット・イーストン・エリス
- 製作: エドワード・R・プレスマン、クリス・ハンリー、クリスチャン・ハルシー・ソロモン
- 製作総指揮: マイケル・パサーネク、ジェフ・サックマン、ジョセフ・ドレイク
- 共同製作: アーニー・バーバラッシュ、クリフォード・ストライト、ロブ・ワイス
- 撮影監督: アンジェイ・セクラ
- 編集: アンドリュー・マーカス
- 音楽: ジョン・ケイル
- 音楽監修: バリー・コール、クリストファー・カヴァート
- 美術: ギデオン・ポンテ
- 衣装: アイシス・マッセンデン
- キャスティング: ビリー・ホプキンス、スーザン・スミス、ケリー・バーデン

## ミュージカル
2025年3月30日から4月30日までPARCO PRODUCE 2025として、新国立劇場 中劇場、森ノ宮ピロティホール、J:COM北九州芸術劇場 大ホール、JMSアステールプラザ 大ホールで上演
。主演は、髙木雄也。

### 公演日程（日本版ミュージカル）
- 2025年3月30日 - 4月13日、東京・新国立劇場 中劇場
- 2025年4月19日 - 21日、大阪・森ノ宮ピロティホール
- 2025年4月26日、福岡・J:COM北九州芸術劇場 大ホール
- 2025年4月30日、広島・JMSアステールプラザ 大ホール

### スタッフ（日本版ミュージカル）
- 原作：ブレット・イーストン・エリス
- 脚本：ロベルト・アギーレ=サカサ
- 作詞・作曲：ダンカン・シーク
- 翻訳・訳詞：福田響志
- 演出：河原雅彦

### キャスト（日本版ミュージカル）
- パトリック・ベイトマン - 髙木雄也
- ジーン - 音月桂
- エヴリン・ウィリアムズ - 石田ニコル
- ティム・プライス - 中河内雅貴
- ルイス・カラザーズ - 原田優一
- コートニー・ローレンス - 玉置成実
- ミセス・ベイトマン／スヴェトラーナ／ミセス・ウォルフ - 秋本奈緒美
- ドナルド・キンボール - コング桑田
- ポール・オーウェン - 大貫勇輔
- デヴィッド・ヴァン・パタン - 高橋駿一
- クレイグ・マクダーモット - GENTA YAMAGUCHI
- ショーン・ベイトマン - 松野乃知
- ヴァンデン／サブリナ - ダンドイ舞莉花
- クリスティーン - エリザベス・マリー
- ビデオショップ店員 - 吉田繭
- ヴィクトリア／トレーナー - 加島茜